# John Ames (homme politique)
Pour les articles homonymes, voir John Ames et Ames (homonymie).
Ne doit pas être confondu avec John Amos (homme politique).
John Ames (né le 2 janvier 1983 à Saint-Jean) est un homme politique canadien, il est élu à l'Assemblée législative du Nouveau-Brunswick lors de l'élection provinciale de 2014. Il représente la circonscription de Charlotte-Campobello et Saint-Croix jusqu'en 2018 et est membre du Parti libéral du Nouveau-Brunswick.
Avant devenir député, il a été le conseiller municipal et maire-adjoint de Saint-Stephen.